# Charles Berlitz
Charles Frambach Berlitz, ameriški jezikoslovec in poliglot, * 20. november 1914, New York, ZDA, † 18. december 2003, Tamarc, Florida, ZDA.
Charles Berlitz je bil poliglot, ki je govoril 32 jezikov. Izobrazbo je pridobil na Univerzi Yale, več kot desetletje je preživel v ameriški vojski. 
Bil je vnuk Maximillena Berlitza, ki je ustanovil jezikovne šole Berlitz. Charles je dal pomemben prispevek pri razvoju jezikovnih tečajev za to podjetje. 
Znan je tudi po tem, da je napisal več knjig o nenavadnih pojavih, v katerih je za razliko od avtorja Ericha von Dänikena vedno zagovarjal naravne vzroke nenavadnosti pojavov. Najbolj znana med njimi je knjiga o Bermudskem trikotniku, ki je bila prodana v več kot 10 milijonih izvodov. 